# Пафлагонские цари
Список правителей Пафлагонии (Малая Азия).

## Легендарные цари Пафлагонии
согласно Иосифу Флавию:
- Рифат, сын Гомера, внук Иафета (легендарный предок «рифатов, называемых ныне пафлагонцами»).

согласно классической греческой мифологии:
- Тантал Старший, сын Зевса и фригийской царицы Плуто (или сын Тмола, или сын Гименея).
- Пелоп, сын Тантала (старшего).
- Бротей, сын Тантала (старшего).
- Тантал Младший, сын Бротея.

согласно «Илиаде» Гомера:
- Пилемен, сын Билсата или Мелия - царь энейцев в Пафлагонии; союзник троянцев в Троянской войне; убит Менелаем или Ахиллом.

## Сатрапы Пафлагонии
(местная пафлагонская династия)
- ок. 425–400 до н.э.: Корила.
- ок. 400–380 до н.э.: Котис.
- ок. 380–364 до н.э.: Тий.

Во время Великого восстания сатрапов против Артаксеркса II местная династия в Пафлагонии пресеклась, и власть перешла к Датамну – одному из лидеров восстания, после подавления которого сатрапы назначались персидскими царями.
(каппадокийская династия)
- 364–362 до н.э.: Датамн I каппадокийский, сын Камиссара.

(персидские нединастические сатрапы)
- 362–353 до н.э.: Сисина I.
- 353–334 до н.э.: Арсит.

(македонские сатрапы)
- 334–325 до н.э.: Калас, сын Гарпала.
- 325–323 до н.э.: Демарх I.
- 323–316 до н.э.: Эвмен I из Кардии.
- 316–306 до н.э.: Антигон I Монофтальм (царь Азии с 306).

К царству Антигона I Монофтальма в 306–302 до н.э.…
К Понту в 302–276 до н.э.…
К Галатии с 276 до н.э.…

## Цари Пафлагонии
(галатская династия)
- ок. 200–170 до н.э.: Морзий I (в 182–179 правил в юго-восточной части страны).
  - 182–179 до н.э.: Гайзаторикс (союзник Фарнака I понтийского; правил в северо-западной части страны).
- ок. 170–150 до н.э.: Морзий II, сын Морзия I.
- ок. 150–140 до н.э.: Пилемен I, сын или брат Морзия II.
- ок. 140–130 до н.э.: Пилемен II, сын Пилемена I (завещал царство Понту).

(понтийская династия)
- 130–121 до н.э.: Митридат I (V) Эвергет, сын Фарнака I понтийского.
- 121–119 до н.э.: Митридат II (VI) Эвпатор Дионис, сын Митридата I (V) [1ый раз].
- 121–119 до н.э.: Митридат III (VII) Хрест, сын Митридата I (V) [соправитель брата].
  - 121–119 до н.э.: Лаодика (VI), дочь Антиоха IV сирийского, вдова Митридата I (V), мать Митридата II (VI) и Митридата III (VII) [регент].

(галатская династия)
- 119–108 до н.э.: Астреодонт I, родственник (возможно, брат) Пилемена II.

(вифинская династия)
- 108– 89 до н.э.: Пилемен III Эвергет, сын Никомеда III вифинского.

(понтийская династия)
- 89 – 84 до н.э.: Митридат II (VI) Эвпатор Дионис, сын Митридата I (V) [2ой раз].

(вифинская династия)
- 84 – 74 до н.э.: Никомед I (IV) Филопатор, сын Никомеда III вифинского.

К Риму в 74–73 до н.э.…
(понтийская династия)
- 73 – 70 до н.э.: Митридат II (VI) Эвпатор Дионис, сын Митридата I (V) [3ий раз].

К Риму в 70–68 до н.э.…
(понтийская династия)
- 68 – 66 до н.э.: Митридат II (VI) Эвпатор Дионис, сын Митридата I (V) [4ый раз].

К Риму в 66–65 до н.э.…

## Цари – ставленники Рима
(вифинская династия)
- 65 – 51 до н.э.: Пилемен, сын Пилемена III (соправитель брата).
- 65 – 48 до н.э.: Аттал Эпифан, сын Пилемена III (соправитель брата до 51 до н.э.) [1ый раз].

(понтийская династия)
- 48 – 47 до н.э.: Фарнак I (II) Боспорский, сын Митридата II (VI).

(вифинская династия)
- 47 – 40 до н.э.: Аттал Эпифан, сын Пилемена III [2ой раз].

(тектосагская династия)
- 40 – 36 до н.э.: Кастор I (II) Галатский, сын Кастора I (тетрарха тектосагов в Галатии) и дочери Дейотара I галатского (тетрарха толистобогов в Галатии, затем царя Галатии).

К Риму (во владении Марка Антония) в 36–31 до н.э.…
(тектосагская династия)
- 31 –  6 до н.э.: Дейотар I (III) Филадельф, сын Кастора I (II).
- 31 – 27 до н.э.: Дейотар II (IV) Филопатор, сын Дейотара I (III) [соправитель отца].

К Риму с 6 до н.э.…
Также имеется царь Финеас, сын Агенора. Будучи Бореем он был лишен зрения и в дар от богов получил способность видеть будущее. Нептун, из зависти к его способностям прорицателя, посылал к нему Гарпий, которые поедали все подаваемые к его столу явства. (источник: Мифологический словарь, или Краткое толкование о богах и прочих предметах древнего баснословия, по азбучному порядке расположенное; извлеченный и составленный из лучших и новейших сочинений. - Санкт-Петербург : тип. вдовы Плюшар с сыном, 1834 год).